# Shinkyoku Soukai Polyphonica
Shinkyoku Sōkai Polyphonica (яп. 神曲奏界ポリフォニカ Полифоника) или же просто Полифионика. Визуальный роман, созданный компанией Ocelot 28 апреля 2006 года, был выпущен впервые как компьютерная игра для PC. Вскоре роман был адаптирован под мангу и начал свой выпуск в марте 2007 года. Также на основе сюжета романа было выпущено два аниме-сериала в 2007 и 2009 годах. Первый сериал транслировался по каналу CBC с 3 апреля по 19 июня 2007 года.
Позже компания Ocelot выпустила продолжения к игре — Shinkyoku Sōkai Polyphonica THE BLACK (Чёрная полифоника); Shinkyoku Sōkai Polyphonica Memories White (белая полифоника); Shinkyoku Sōkai Polyphonica: After School (полифоника:после школы) и Shinkyoku Sōkai Polyphonica Plus (полифоника плюс)

## Сюжет
В мире Полифоники обитают волшебные духи, которые родились из музыки, исполненной людьми. Среди людей они появляются редко, но самые сильные способны принимать облик людей и жить среди них. Чтобы поддерживать их существование особые музыканты — Дэнтисты - исполняют божественную особую музыку под названием «Коммандия». Они как правило заключают контракты с самыми могущественными духами и высоко почитаемы в Полифонике. Действие разворачивается вокруг Форона — начинающего Дэнтиста который заключил контракт с симпатичной девушкой-духом по имени Кортикарте Апа Лагрангес. Позже между Фороном и Кортикарте развиваются любовные отношения.
В первых сериях аниме уделяется много времени связи между духами и людьми. Позже сюжет фокусируется на Коммандии, которая связывает духов и людей.
Во втором сезоне сюжет описывает молодые годы Форона Татары и его обучении в академии. Там он учится на Дэнтиста исполнять божественную музыку а также параллельно образует собственную команду, задача которой выполнять самые сложные задания. Во втором сезоне уделяется много времени формированию любовных отношений Форона и Кортикарте.

## Список персонажей
Татара Форон (яп. タタラ・フォロン)
Сэйю: Хироси Камия (аниме)
Сэйю: Тацуа Кохаси (игра)
Главный герой сериала. Он начинающий дэнтист, главная задача которого исполнять Коммандию — божественную мелодию, которая поддерживает жизнь духов. Он также является хозяином красного духа — Кортикарте, но не может полностью подчинить себе из-за трудного и независимого характера Кортики. Он играет на органе, который может превращаться в мотоцикл. Если Форон не может пользоваться мотоциклом, то использует рюкзачное пианино. Он очень добрый парень, но очень наивный и порой медлительный. Позже развивает любовные отношения с Кортикой.
Кортикарте Апа Лагрангес (яп. コーティカルテ・アパ・ラグランジェス Котикарутэ Ара Рагурангэсу)
Сэйю: Харука Томацу (аниме)
Сэйю: Рико Хираи (игра)
Дух, который заключил сделку с Фороном. Одна из самых древних и могущественных духов в мире и у неё шесть крыльев. Известна как Красный древний дух, Багровый разрушитель или Кровавая герцогиня. Форон называет её по имени Кортика. Будучи очарованной прекрасной мелодией Форона решает заключить с ним сделку. Позже выясняется, что у неё восемь крыльев и она на самом деле Багровая Королева. Большую часть времени находится в облике ребёнка. Её прошлым хозяином был Кутива Каору.
Цуге Юфинли (яп. ツゲ・ユフィンリー Цугэ Юфинри)
Сэйю: Аяко Кавасуми (аниме)
Сэйю: Кэико Судзуки (игра)
Директор отделения Божественного управления музыкальных инструментов. У неё очень строгий характер. Играет на скрипке. Цуге заключила контракт с двумя духами: Ярдио и Машат, которые появляются довольно редко. Позже помогает Форону в борьбе со врагом.
Ярдио Вода Мунагол (яп. ヤーディオ・ウォダ・ムナグール Ядио Вода Мунагуру)
Сэйю: Нобуюки Хияма (аниме)
Дух Юфинли. При первой встрече набросился на Цуге, чтобы поцеловать её, но получил пощёчину. Выглядит более спокойным и безмятежным в отличие от Юфинли. Любит драться. Его мощность превышает силу четырёх крылатых духов. Очень любит свою хозяйку.
Сике Ренбарт (яп. サイキ・レンバルト Саики Рэнбаруто)
Сэйю: Кацуюки Кониси (аниме)
Сэйю: Руити Кубота (игра)
Друг Форона а также дэнтист. Он играет на саксофоне и рядом с ним находятся две маленькие двукрылые феи. Он ещё на заключил контракт с духом.
Принеска Югири (яп. ユギリ・プリネシカ Югири Пуринэсика)
Сэйю: Рина Сато (аниме)
Сэйю: Цубаса Ю (игра)
Младшая сестра близнец Персерты. Работает дэнтистом. В отделении Божественного управления музыкальных инструментов её называют по имени Прин (яп. プリネ Пуринэ). Она на половину человек и дух, по той причине, что чуть не умерла во время страшной аварии. Отец пожертвовал своей душой, чтобы присоединить её к Прин и спасти жизнь, а сам умер.

### Polyphonica Black
Матиа Матия (яп. マチヤ・マティア)
Сэйю: Минори Тихара (аниме)
Сэйю: Киёми Асаи (игра)
Главная героиня серии Polyphonica Black. Появляется в аниме в седьмой серии, и позже появляется эпизодически. Тихая девушка с длинными черными волосами, черными глазами, в чёрной накидке. Хотя на первый взгляд она кажется, духом, но на самом деле профессиональный дэнтист. Её инструментом является арфа. Любит гамбургеры.
Манагариастинокль Лагу Едраикериус (яп. マナガリアスティノークル・ラグ・エデュライケリアス Манагариастинокуру Рагу Эдураикэриасу)
Сэйю: Дзюрота Косуги (аниме)
Сэйю: Акио Оцука (игра)
Дух Матии. Он похож на статного мужчину одетого в чёрный костюм. Вместе с Матией они похожи на отца и дочку. Очень добрый, трёхкрылый дух. Его крылья покрыты шрамами и побоями. В Polyphonica White он выглядит моложе и у него 6 чёрных крыльев, окрашенных в золотой цвет. Он как старый дух встречается с Кортикой, но они друг друга не узнают, так как находились на тот момент в других формах. Манага имеет настоящую форму чёрного зверя, что означает, что он должен защищать чёрную богиню.

### Polyphonica White
Эльфас Бланка Альбиона (яп. エリファス・ブランカ・アルビオーナ Эрифасу Буранка Арубиона)
Сэйю: Кацуюки Кониси (аниме)
Сэйю: Хикари Мидорикава (игра)
Главный герой серии Polyphonica White. Известен под именем «Святое Белое чудовище». Может вызывать контрабас под названием «Белая вечность». Эльфас — дух с 6-ми крыльями в форме снежинок. Он и Кортикарте — хорошие друзья. В аниме появляется в шестой серии. Появляется также в форме белой собаки.
Сноу Дроп (яп. スノウドロップ Суноу Дороппу)
Сэйю: Эри Китамура (игра)
Дэнтист и хозяйка Эльфаса. Она потеряла воспоминания о своём прошлом и семье. Тихая и милая девушка, которая посещает школу Синкоюку. На поле боя становится жестоким противником. Владеет катаной (японский меч). Её музыкальным инструментом является контрабас под названием «Белая вечность». В аниме появляется в последней серии вместе с Эльфасом Бланка Альбион.

## Визуальный роман
Всего было выпущено 5 визуальных романов с тремя разными сериями:
Polyphonica Crimson
Shinkyoku Sōkai Polyphonica ~Episode 1&2 Box Edition~ - апрель 28, 2006
Shinkyoku Sōkai Polyphonica ~Episode 3&4 Box Edition~ - май 25, 2007
Polyphonica Black
Shinkyoku Sōkai Polyphonica THE BLACK ~Episode 1&2 Box Edition~ - август 10, 2007
Polyphonica White
Shinkyoku Sōkai Polyphonica Memories White ~First Emotion~ июнь 29, 2007
Shinkyoku Sōkai Polyphonica Memories White ~Endless Aria~ июль 13, 2007

## Манга
Манга под названием Cardinal Crimson (яп. カーディナル・クリムゾン Кадинру Куримусон) была написана Итиро Сакаки и иллюстрирована Томо Хирокава. Начал выпускаться как Веб-комикс в марте 2007 года в журнале FlexComix Blood. Манга была переведена на английский язык компанией CMX, и начала свой первый выпуск в мае 2010 года. Томо Хирокава также занималась дизайном ненгадзё (японские новогодние открытки) в 2008 году.

## Музыка
Crimson Polyphonica
Тема: "Crimson Calling" исполняла: Rita (серии 1, 2)
"Crimson Calling (Ending Ver.)" исполняла: Rita (Серии 3, 4)
Начало: "Song of Wave" исполняла: Yuiko (Серии 3, 4)
Концовка: "Crimson Reason" исполняла: Rita (Серии 3, 4)
Black Polyphonica
Тема: "Hurting Heart" исполняли: fripSide
White Polyphonica
Тема: "Until I Forget You" (яп. 僕がきみを忘れるまで Боку га Кими о Васурэро Мадэ) исполняла: Эри Китамура